# Seydou Doumbia
Seydou Doumbia (Yamoussoukro, 1987. december 31.) elefántcsontparti labdarúgó.
Az elefántcsontparti válogatott tagjaként részt vett a 2012-es és a 2015-ös afrikai nemzetek kupáján illetve a 2010-es világbajnokságon.

## Pályafutása
Doumbia csatárként kezdte pályafutását és ott is szerepel. Pályafutását az Inter FC ifjúsági akadémiáján kezdte, majd profi pályafutását a másodosztályban szereplő AS Athletic Adjamé csapatában kezdte, 2003-ban. 2004/05-ben kölcsönben a Toumodi FC-be került, majd 2005-ben ismét kölcsönbe került az első osztályú AS Denguélé-hez, ahol ő lett az elefántcsontparti Premier Division gólkirálya, 15 góllal. 2006-ban Ázsiába igazolt a Japán első osztályba a Kasiva Reysol csapatába. Első gólját a Japán kupában szerezte a Simizu S-Pulse ellen. 2008-ban kölcsönben a másodosztályba került a Tokusima Vortisba. A svájci Young Boys vitte Európába.

### BSC Young Boys
2008 júliusában igazolt a Young Boys csapatába a Svájci első osztályba. A 2008-09-es bajnoki szezonban legtöbbször csereként számoltak vele, de így is több szép gólt szerzett. Első gólját az FC Aarau ellen szerezte. Az első dupláját is az Aarau-n ellen szerezte. Az FC Luzern elleni mérkőzésen duplázott és két gólpasszt jegyzett, a mérkőzést 5-2-re nyerte a Young Boys. Doumbia gólkirály lett az első évében, 32 bajnokin 20 gólt és 10 gólpasszt jegyzett.
A következő szezonban ott folytatta ahol az előző évben abba hagyta. Az első 5 fordulóban 6 gólt szerzett. Mesterhármast szerzett a FC Aarau, a AC Bellinzona és a Grasshopper ellen. Ismét gólkirály lett, 32 bajnokin 30 gólt és 7 gólpasszt szerzett. 2010-ben elhagyta a Young Boys-t és Oroszországba igazolt.

### CSZKA Moszkva
2010. január 5-én aláírt az orosz CSZKA Moszkva csapatába. A szerződésben rögzítve volt, hogy csak a Svájci bajnokság végekor csatlakozik az új klubjához.
2010. augusztus 1-jén debütált a Szpartak Moszkva ellen, 200-dik CSZKA játékos lett így aki pályára lépett az orosz Premjer-Liga-ban.
2010. augusztus 19-én a Anórthoszi Ammohósztu ellen duplázott az Európa-liga rájátszásában. A következő mérkőzésen a Palermo ellen ismét duplázott. 2010. november 10-én megszerezte első gólját a CSZKA színeiben a Zenyit ellen, majd a következő két mérkőzésen 1-1 gólt jegyzett. 2011. szeptember 14-én a Bajnokok Ligája csoportkörében a Lille ellen duplázott, majd október 18-án a török Trabzonspor ellen is kettőt lőtt. 2011. október 23-án mesterhármast szerzett az Anzhi Makhachkala ellen, majd a következő bajnokin ismét mesterhármast jegyzett a Szpartak Nalcsi ellen és egy gólpasszt adott.

## Válogatott
2008. május 24-én debütált a Elefántcsontpart színeiben a Japán elleni barátságos mérkőzésen a Kirin-kupában, ahol csereként lépett pályára a 83. percben. 2009. november 18-án megszerezte első gólját a nemzeti csapatban csereként beállva Németország ellen, a mérkőzés 2-2-es döntetlennel végződött. Részt vett a 2010-es világbajnokságon, Észak-Korea ellen csereként lépett pályára.

### Válogatott góljai
| # | Időpont            | Helyszín                     | Ellenfél    | Gólok | Eredmény | Kiírás              |
| - | ------------------ | ---------------------------- | ----------- | ----- | -------- | ------------------- |
| 1 | 2009. november 18. | Veltins-Arena, Gelsenkirchen | Németország | 1 – 1 | 2 – 2    | Barátságos mérkőzés |

## Statisztika

### Klubcsapatok
| Teljesítmény klubjában | Teljesítmény klubjában | Teljesítmény klubjában | Bajnokság | Bajnokság | Kupa                 | Kupa                 | Ligakupa                 | Ligakupa                 | Nemzetközi | Nemzetközi | Összesen | Összesen |
| Szezon                 | Klub                   | Bajnokság              | Mérk.     | Gól       | Mérk.                | Gól                  | Mérk.                    | Gól                      | Mérk.      | Gól        | Mérk.    | Gól      |
| Japán                  | Japán                  | Japán                  | Bajnokság | Bajnokság | Kupa                 | Kupa                 | Japán labdarúgó-ligakupa | Japán labdarúgó-ligakupa | Ázsia      | Ázsia      | Összesen | Összesen |
| ---------------------- | ---------------------- | ---------------------- | --------- | --------- | -------------------- | -------------------- | ------------------------ | ------------------------ | ---------- | ---------- | -------- | -------- |
| 2006                   | Kasiva Reysol          | J. League 2            | 6         | 0         | 2                    | 2                    | -                        | -                        | -          | -          | 8        | 2        |
| 2007                   | Kasiva Reysol          | J. League 1            | 18        | 3         | 0                    | 0                    | 5                        | 1                        | -          | -          | 23       | 4        |
| 2008                   | Tokusima Vortis        | J. League 2            | 16        | 7         | 0                    | 0                    | -                        | -                        | -          | -          | 16       | 7        |
| Svájc                  | Svájc                  | Svájc                  | Bajnokság | Bajnokság | Svájci labdarúgókupa | Svájci labdarúgókupa | Ligakupa                 | Ligakupa                 | Európa     | Európa     | Összesen | Összesen |
| 2008/09                | BSC Young Boys         | Swiss Super League     | 32        | 20        | 5                    | 4                    |                          |                          | 3          | 1          | 40       | 25       |
| 2009/10                | BSC Young Boys         | Swiss Super League     | 32        | 30        | 4                    | 1                    |                          |                          | 2          | 1          | 38       | 32       |
| Oroszország            | Oroszország            | Oroszország            | Bajnokság | Bajnokság | Orosz labdarúgókupa  | Orosz labdarúgókupa  | Orosz labdarúgó-ligakupa | Orosz labdarúgó-ligakupa | Európa     | Európa     | Összesen | Összesen |
| 2010                   | CSZKA Moszkva          | Russian Premier League | 11        | 5         | 0                    | 0                    |                          |                          | 4          | 7          | 15       | 12       |
| 2011–12                | CSZKA Moszkva          | Russian Premier League | 30        | 24        | 6                    | 4                    |                          |                          | 5          | 5          | 41       | 33       |
| Összesen               | Japán                  | Japán                  | 40        | 10        | 2                    | 2                    | 5                        | 1                        | -          | -          | 47       | 13       |
| Összesen               | Svájc                  | Svájc                  | 64        | 50        | 9                    | 5                    |                          |                          | 5          | 2          | 78       | 57       |
| Összesen               | Oroszország            | Oroszország            | 41        | 29        | 6                    | 4                    |                          |                          | 11         | 12         | 58       | 45       |

### Válogatott
| Nemzeti csapat   | Szezon | Mérk | Gól |
| ---------------- | ------ | ---- | --- |
| Elefántcsontpart |        |      |     |
| 2008             | 1      | 0    |     |
| 2009             | 3      | 1    |     |
| 2010             | 6      | 0    |     |
| 2011             | 4      | 0    |     |
| Összesen         |        | 14   | 1   |

## Sikerei, díjai
Klubcsapatok
 CSKA
- Orosz kupa: 2010–11

Válogatott
 Elefántcsontpart
- Afrikai nemzetek kupája: 2015

Egyéni
 AS Denguélé
- Championnat de Côte d'Ivoire de football Gólkirálya: 2005

 Young Boys
- Axpo Super League Év játékosa: 2008–09, 2009–10
- Axpo Super League Gólkirálya: 2008–09, 2009–10

 CSKA
- Az év orosz labdarúgója: 2011